# Автогенний провулок (Київ)
Автоге́нний прову́лок — зниклий провулок, що існував у Жовтневому, нині Солом'янському районі міста Києва, місцевість Караваєві дачі. Пролягав від Новопольової до Зеленої вулиці.

## Історія
Автогенний провулок виник у 1940-ві роки під такою ж назвою.
У довіднику «Вулиці Києва» 1995 року був наведений у переліку вулиць, провулків і площ, що зникли в 2-й половині 1970–90-х років у зв'язку зі знесенням старої забудови, переплануванням місцевості або винятком назви з ужитку. Фактично провулок існує й дотепер у вигляді безіменного проїзду, що сполучає Новопольову та Зелену вулиці. На деяких найновіших картах міста знову підписується як Автогенний провулок.